# Bo Vahlquist
Bo Vahlquist, född 11 april 1909 i Skänninge, död 31 mars 1978, var en svensk pediatriker och akademiker. Han var son till läkaren och andrakammarledamoten Conrad Vahlquist och yngre bror till borgmästaren i Skänninge, Sune Conradsson Vahlquist.
Vahlquist studerade medicin vid Uppsala universitet och doktorerade i pediatrik 1941. Mellan 1946 och 1950 var han docent vid Karolinska Institutet under professor Arvid Wallgren. Han blev professor i pediatrik vid Uppsala universitet 1950 och var dekan för Medicinska fakulteten 1957–1960. Mellan 1960 och 1962 var han universitetets prorektor. Vahlquist hade en mängd internationella uppdrag, bland annat som rådgivare åt Världshälsoorganisationen och FN. Han avslutade sin professorstjänst 1970 för att arbeta för Sida.
Vahlquist var biträdande redaktör för Acta pædiatrica från 1951 och ska ha tackat nej till att ta över som redaktör efter Arvid Wallgren när denne avslutade sitt uppdrag 1964.